# Ancha es Castilla-La Mancha
Ancha es Castilla-La Mancha es un programa de actualidad producido por Castilla-La Mancha Televisión que se emite de lunes a viernes a las 20:55 de la noche. Tiene como objetivo principal informar y entretener con la actualidad social diaria de Castilla-La Mancha.

## Historia
Desde el inicio de sus emisiones, era emitido de lunes a viernes a las 5 de la tarde y estaba presentado por Elordi García (2012-2013) y por Irene del Río desde 2013 en adelante. El programa tenía como objetivo principal enseñar a los castellano-manchegos lo más importante de cada municipio de los 919 de la comunidad. Era un magazín divulgativo donde cada día se mostraba la historia, los monumentos, las costumbres, la gastronomía, el folclore y las gentes de un municipio de Castilla-La Mancha.
A partir del 16 de junio de 2014 el programa cambió de formato, horario y plató. Fue emitido de lunes a viernes a las 21:15 horas y fue presentado por Irene del Río hasta abril de 2015 y por Gloria Santoro de abril a noviembre de 2015. Cada día el programa estaba dedicado a un tema en concreto relacionado con la región. Esto puede ir desde el cultivo de alimentos y su producción como homenajes a profesiones o inclusive a empresas castellano-manchegas.
Desde el 30 de noviembre de 2015, el magazín cambia otra vez de formato, horario y plató. Esta vez se convierte en un programa de actualidad de tarde, con conexiones en directo y análisis de noticias de actualidad social con expertos. Se emite a las 19:15 horas y los presentadores son Gloria Santoro y José Francisco Martínez. En marzo de 2016 hubo un cambio en los presentadores, se sustituyó a José Francisco Martínez por Raquel Martín Menor.

### Verano
Durante los meses estivales, el programa cambia de horario y formato. Ancha es Castilla-La Mancha se centra en las fiestas populares que se celebran en los municipios de Castilla-La Mancha. El programa se emite de lunes a viernes a las 21:15h durante los meses de junio, julio, agosto y septiembre.

## Programas especiales
Los programas especiales de Ancha es Castilla-La Mancha se emiten ocasionalmente los sábados o los domingos con motivo del desarrollo de algún acto cultural relevante en la comunidad autónoma. Se han emitido programas especiales sobre la Cabalgata de la Feria de Albacete, la Batalla de flores (Albacete), la Ofrenda de flores a la Virgen de los Llanos, el fin de fiestas de la Feria de Albacete, el defile de Las Mondas de Talavera de la Reina, la procesión del Corpus Christi en Toledo, los actos en conmemoración del Año Greco, FARCAMA, la Cumbre del Vino, las fiestas del Vitor de Horcajo de Santiago... Además, durante la Semana Santa se realizan programas especiales durante toda la semana para dar cobertura a las principales procesiones de Semana Santa de Castilla-La Mancha.

## Presentadores
- Elordi García (2012-2013)
- Irene del Río (2013-2015)
- José Francisco Martínez (2015-2016)
- Raquel Martín Menor (2016-act.)
- Gloria Santoro (2016-2018)
- Pilar Labrador (sustitución)
- Rocío Cano (sustitución)
- Silvia Balanza (sustitución)

## Emisiones

### Primera temporada
| Serie | Temporada | Título                          | Emisión                  |
| ----- | --------- | ------------------------------- | ------------------------ |
| 1     | 1         | «El Toboso»                     | 4 de junio de 2012       |
| 2     | 2         | «Yeste»                         | 5 de junio de 2012       |
| 3     | 3         | «Campo de Criptana»             | 6 de junio de 2012       |
| 4     | 4         | «San Clemente»                  | 8 de junio de 2012       |
| 5     | 5         | «Pastrana»                      | 11 de junio de 2012      |
| 6     | 6         | «Consuegra»                     | 12 de junio de 2012      |
| 7     | 7         | «Villarobledo»                  | 13 de junio de 2012      |
| 8     | 8         | «Valdepeñas»                    | 14 de junio de 2012      |
| 9     | 9         | «Beteta»                        | 15 de junio de 2012      |
| 10    | 10        | «Sigüenza»                      | 18 de junio de 2012      |
| 11    | 11        | «Lagartera»                     | 19 de junio de 2012      |
| 12    | 12        | «El Bonillo»                    | 20 de junio de 2012      |
| 13    | 13        | «Villanueva de los Infantes»    | 21 de junio de 2012      |
| 14    | 14        | «Tarancón»                      | 22 de junio de 2012      |
| 15    | 15        | «Trillo»                        | 25 de junio de 2012      |
| 16    | 16        | «Tembleque»                     | 26 de junio de 2012      |
| 17    | 17        | «Alcaraz»                       | 27 de junio de 2012      |
| 18    | 18        | «Almagro»                       | 28 de junio de 2012      |
| 19    | 19        | «Alarcón»                       | 29 de junio de 2012      |
| 20    | 20        | «Horche»                        | 2 de julio de 2012       |
| 21    | 21        | «San Pablo de los Montes»       | 3 de julio de 2012       |
| 22    | 22        | «Tarazona de la Mancha»         | 4 de julio de 2012       |
| 23    | 23        | «Alcázar de San Juan»           | 5 de julio de 2012       |
| 24    | 24        | «Huete»                         | 6 de julio de 2012       |
| 25    | 25        | «Almadén»                       | 9 de julio de 2012       |
| 26    | 26        | «Villafranca de los Caballeros» | 10 de julio de 2012      |
| 27    | 27        | «Almansa»                       | 11 de julio de 2012      |
| 28    | 28        | «Tomelloso»                     | 12 de julio de 2012      |
| 29    | 29        | «Uclés»                         | 13 de julio de 2012      |
| 30    | 30        | «Brihuega»                      | 16 de julio de 2012      |
| 31    | 31        | «Oropesa»                       | 17 de julio de 2012      |
| 32    | 32        | «Riópar»                        | 18 de julio de 2012      |
| 33    | 33        | «Manzanares»                    | 19 de julio de 2012      |
| 34    | 34        | «Enguídanos»                    | 20 de julio de 2012      |
| 35    | 35        | «Campillo de Ranas»             | 23 de julio de 2012      |
| 36    | 36        | «Mora»                          | 24 de julio de 2012      |
| 37    | 37        | «Chinchilla de Monte-Aragón»    | 25 de julio de 2012      |
| 38    | 38        | «Villarrubia de los Ojos»       | 26 de julio de 2012      |
| 39    | 39        | «Las Pedroñeras»                | 27 de julio de 2012      |
| 40    | 40        | «Jadraque»                      | 30 de julio de 2012      |
| 41    | 41        | «La Puebla de Montalbán»        | 31 de julio de 2012      |
| 42    | 43        | «Ossa de Montiel»               | 1 de agosto de 2012      |
| 43    | 43        | «Calzada de Calatrava»          | 2 de agosto de 2012      |
| 44    | 44        | «Tragacete»                     | 3 de agosto de 2012      |
| 45    | 45        | «Cifuentes»                     | 6 de agosto de 2012      |
| 46    | 46        | «Orgaz»                         | 7 de agosto de 2012      |
| 47    | 47        | «Hellín»                        | 8 de agosto de 2012      |
| 48    | 48        | «Almodóvar del Campo»           | 9 de agosto de 2012      |
| 49    | 49        | «Priego»                        | 10 de agosto de 2012     |
| 50    | 50        | «Sacedón»                       | 13 de agosto de 2012     |
| 51    | 51        | «Quintanar de la Orden»         | 14 de agosto de 2012     |
| 52    | 52        | «Navalcán y Siguenza»           | 15 de agosto de 2012     |
| 53    | 53        | «Montealegre del Castillo»      | 15 de agosto de 2012     |
| 54    | 54        | «La Solana»                     | 16 de agosto de 2012     |
| 55    | 55        | «Buendia»                       | 17 de agosto de 2012     |
| 56    | 56        | «Almonacid de Zorita»           | 20 de agosto de 2012     |
| 57    | 57        | «El Real de San Vicente»        | 21 de agosto de 2012     |
| 58    | 58        | «Alcalá del Júcar»              | 22 de agosto de 2012     |
| 59    | 59        | «Daimiel»                       | 23 de agosto de 2012     |
| 60    | 60        | «Las Majadas»                   | 24 de agosto de 2012     |
| 61    | 61        | «Hita»                          | 27 de agosto de 2012     |
| 62    | 62        | «Illescas»                      | 28 de agosto de 2012     |
| 63    | 63        | «Ayna»                          | 29 de agosto de 2012     |
| 64    | 64        | «San Carlos del Valle»          | 30 de agosto de 2012     |
| 65    | 65        | «Valverde del Jucar»            | 31 de agosto de 2012     |
| 66    | 66        | «Torija»                        | 3 de septiembre de 2012  |
| 67    | 67        | «Menasalbas»                    | 4 de septiembre de 2012  |
| 68    | 68        | «Agramón»                       | 5 de septiembre de 2012  |
| 69    | 69        | «Feria de Albacete»             | 7 de septiembre de 2012  |
| 70    | 70        | «El Casar»                      | 10 de septiembre de 2012 |
| 71    | 71        | «Torrijos»                      | 11 de septiembre de 2012 |
| 72    | 72        | «Feria de Albacete»             | 12 de septiembre de 2012 |
| 73    | 73        | «Miguelturra»                   | 13 de septiembre de 2012 |
| 74    | 74        | «Osa de la Vega»                | 14 de septiembre de 2012 |

### Segunda temporada
| Serie | Temporada | Título                                                 | Emisión                  |
| ----- | --------- | ------------------------------------------------------ | ------------------------ |
| 75    | 75        | «Molina de Aragón»                                     | 17 de septiembre de 2012 |
| 76    | 76        | «Corral de Almaguer»                                   | 18 de septiembre de 2012 |
| 77    | 77        | «La Roda»                                              | 19 de septiembre de 2012 |
| 78    | 78        | «Picón»                                                | 20 de septiembre de 2012 |
| 79    | 79        | «Fiestas de Cuenca»                                    | 21 de septiembre de 2012 |
| 80    | 80        | «Atienza»                                              | 24 de septiembre de 2012 |
| 81    | 81        | «Los Navalucillos»                                     | 25 de septiembre de 2012 |
| 82    | 82        | «Tobarra»                                              | 26 de septiembre de 2012 |
| 83    | 83        | «Iniesta»                                              | 28 de septiembre de 2012 |
| 84    | 84        | «Especial desde Urda»                                  | 29 de septiembre de 2012 |
| 85    | 85        | «Cabanillas del Campo»                                 | 1 de octubre de 2012     |
| 86    | 86        | «Quero»                                                | 2 de octubre de 2012     |
| 87    | 87        | «Munera»                                               | 3 de octubre de 2012     |
| 88    | 88        | «Santa Cruz de Mudela»                                 | 4 de octubre de 2012     |
| 89    | 89        | «Cañete»                                               | 5 de octubre de 2012     |
| 90    | 90        | «Especial desde Almodovar del Campo»                   | 7 de octubre de 2012     |
| 91    | 91        | «Azuqueca de Henares»                                  | 8 de octubre de 2012     |
| 92    | 92        | «Madridejos»                                           | 9 de octubre de 2012     |
| 93    | 93        | «Elche de la Sierra»                                   | 10 de octubre de 2012    |
| 94    | 94        | «Herencia»                                             | 11 de octubre de 2012    |
| 95    | 95        | «Especial desde FARCAMA»                               | 12 de octubre de 2012    |
| 96    | 96        | «Cogolludo»                                            | 15 de octubre de 2012    |
| 97    | 97        | «Sonseca»                                              | 16 de octubre de 2012    |
| 98    | 98        | «Casas Ibánez»                                         | 17 de octubre de 2012    |
| 99    | 99        | «Villarta de San Juan»                                 | 18 de octubre de 2012    |
| 100   | 100       | «Mota del Cuervo»                                      | 19 de octubre de 2012    |
| 101   | 101       | «Mondejar»                                             | 22 de octubre de 2012    |
| 102   | 102       | «Villacañas»                                           | 23 de octubre de 2012    |
| 103   | 103       | «Salobre»                                              | 24 de octubre de 2012    |
| 104   | 104       | «Villanueva de la Fuente»                              | 23 de octubre de 2012    |
| 105   | 105       | «Villanueva de la Jara»                                | 26 de octubre de 2012    |
| 106   | 106       | «Especial Fiesta del Azafrán de Consuegra»             | 28 de octubre de 2012    |
| 107   | 107       | «Mondejar»                                             | 29 de octubre de 2012    |
| 108   | 108       | «Calera y Chozas»                                      | 30 de octubre de 2012    |
| 109   | 109       | «Molinicos»                                            | 31 de octubre de 2012    |
| 110   | 110       | «Villaescusa de Haro»                                  | 2 de noviembre de 2012   |
| 111   | 111       | «Alcocer»                                              | 5 de noviembre de 2012   |
| 112   | 112       | «Santa Cruz de la Zarza»                               | 6 de noviembre de 2012   |
| 113   | 113       | «Fuentealbilla»                                        | 7 de noviembre de 2012   |
| 114   | 114       | «Porzuna»                                              | 8 de noviembre de 2012   |
| 115   | 115       | «Minglanilla»                                          | 9 de noviembre de 2012   |
| 116   | 116       | «Yunquera de Henares»                                  | 12 de noviembre de 2012  |
| 117   | 117       | «Villanueva de Alcardete»                              | 13 de noviembre de 2012  |
| 118   | 118       | «Argamasilla de Alba»                                  | 15 de noviembre de 2012  |
| 119   | 119       | «Villamayor de Santiago»                               | 16 de noviembre de 2012  |
| 120   | 120       | «Albalate de Zorita»                                   | 19 de noviembre de 2012  |
| 121   | 121       | «Castillo de Bayuela»                                  | 20 de noviembre de 2012  |
| 122   | 122       | «Barrax»                                               | 21 de noviembre de 2012  |
| 123   | 123       | «Piedrabuena»                                          | 22 de noviembre de 2012  |
| 124   | 124       | «Landete»                                              | 23 de noviembre de 2012  |
| 125   | 125       | «150 Aniversario Albacete»                             | 26 de noviembre de 2012  |
| 126   | 126       | «Fuensalida»                                           | 27 de noviembre de 2012  |
| 127   | 127       | «La Gineta»                                            | 28 de noviembre de 2012  |
| 128   | 128       | «Granátula de Calatrava»                               | 29 de noviembre de 2012  |
| 129   | 129       | «Casasimarro»                                          | 30 de noviembre de 2012  |
| 130   | 130       | «Marchamalo»                                           | 3 de diciembre de 2012   |
| 131   | 131       | «Miguel Esteban»                                       | 4 de diciembre de 2012   |
| 132   | 132       | «Caudete»                                              | 5 de diciembre de 2012   |
| 133   | 133       | «Oropesa»                                              | 6 de diciembre de 2012   |
| 134   | 134       | «Vitor de Horcajo de Santiago»                         | 7 de diciembre de 2012   |
| 135   | 135       | «Especial Misa de Procesión desde Horcajo de Santiago» | 7 de diciembre de 2012   |
| 136   | 136       | «Alovera»                                              | 10 de diciembre de 2012  |
| 137   | 137       | «La Puebla de Almoradiel»                              | 11 de diciembre de 2012  |
| 138   | 138       | «Villamalea»                                           | 12 de diciembre de 2012  |
| 139   | 139       | «Luciana»                                              | 13 de diciembre de 2012  |
| 140   | 140       | «Cardenete»                                            | 14 de diciembre de 2012  |
| 141   | 141       | «Navidad en Guadalajara»                               | 17 de diciembre de 2012  |
| 142   | 142       | «Navidad en Albacete»                                  | 18 de diciembre de 2012  |
| 143   | 143       | «Navidad en Toledo»                                    | 19 de diciembre de 2012  |
| 144   | 144       | «Navidad en Ciudad Real»                               | 20 de diciembre de 2012  |
| 145   | 145       | «Navidad en Cuenca»                                    | 21 de diciembre de 2012  |
| 146   | 146       | «Especial Navidad»                                     | 24 de diciembre de 2012  |
| 147   | 147       | «Bogarra»                                              | 26 de diciembre de 2012  |
| 148   | 148       | «Torralba de Calatrava»                                | 27 de diciembre de 2012  |
| 149   | 149       | «El Picazo»                                            | 28 de diciembre de 2012  |
| 150   | 150       | «Especial Nochevieja»                                  | 31 de diciembre de 2012  |
| 151   | 151       | «Especial Albacete Balompié»                           | 2 de enero de 2013       |
| 152   | 152       | «Carrión de Calatrava»                                 | 3 de enero de 2013       |
| 153   | 153       | «Belinchón»                                            | 4 de enero de 2013       |
| 154   | 154       | «Yepes»                                                | 8 de enero de 2013       |
| 155   | 155       | «Villalgordo del Júcar»                                | 9 de enero de 2013       |
| 156   | 156       | «Torrenueva»                                           | 10 de enero de 2013      |
| 157   | 157       | «Chiloeches»                                           | 14 de enero de 2013      |
| 158   | 158       | «El Puente del Arzobispo»                              | 15 de enero de 2013      |
| 159   | 159       | «Pozo Cañada»                                          | 16 de enero de 2013      |
| 160   | 160       | «Almagro»                                              | 17 de enero de 2013      |
| 161   | 161       | «Motilla del Palancar»                                 | 18 de enero de 2013      |
| 162   | 162       | «Fiestas Hogueras de San Vicente de Siguenza»          | 21 de enero de 2013      |
| 163   | 163       | «Fiesta de lo Morraches de Malpica»                    | 22 de enero de 2013      |
| 164   | 164       | «Fuente Álamo»                                         | 23 de enero de 2013      |
| 165   | 165       | «Fiesta de la pólvora de Villarta de San Juan»         | 24 de enero de 2013      |
| 166   | 166       | «Campos del Paraíso»                                   | 25 de enero de 2013      |
| 167   | 167       | «Humanes»                                              | 28 de enero de 2013      |
| 168   | 168       | «Los Navalmorales»                                     | 29 de enero de 2013      |
| 169   | 169       | «Balazote»                                             | 30 de enero de 2013      |
| 170   | 170       | «Fuente el Fresno»                                     | 31 de enero de 2013      |
| 171   | 171       | «Albalate de las Nogueras»                             | 1 de febrero de 2013     |
| 172   | 172       | «Almagro»                                              | 1 de febrero de 2013     |
| 173   | 173       | «Navahermosa»                                          | 4 de febrero de 2013     |
| 174   | 174       | «Fiestas de las Aguedas de Jadraque»                   | 5 de febrero de 2013     |
| 175   | 175       | «Carboneras de Guadazaón»                              | 6 de febrero de 2013     |
| 176   | 176       | «Albacete y Calzada de Calatrava»                      | 7 de febrero de 2013     |
| 177   | 177       | «Especial Carnaval Campo de Criptana»                  | 11 de febrero de 2013    |
| 178   | 178       | «Especial Carnaval de Herencia»                        | 12 de febrero de 2013    |
| 179   | 179       | «Especial Entierro de la Sardina desde Miguelturra»    | 13 de febrero de 2013    |
| 180   | 180       | «Especial Carnaval desde Corral de Calatrava»          | 14 de febrero de 2013    |